# Leptomastidea matritensis
Leptomastidea matritensis is een vliesvleugelig insect uit de familie Encyrtidae. De wetenschappelijke naam is voor het eerst geldig gepubliceerd in 1916 door Mercet.